# Municipio de Washington (condado de Des Moines)
El municipio de Washington (en inglés: Washington Township) es un municipio ubicado en el condado de Des Moines en el estado estadounidense de Iowa. En el año 2010 tenía una población de 304 habitantes y una densidad poblacional de 3,25 personas por km².

## Geografía
El municipio de Washington se encuentra ubicado en las coordenadas 41°1′26″N 91°18′50″O / 41.02389, -91.31389. Según la Oficina del Censo de los Estados Unidos, el municipio tiene una superficie total de 93.46 km², de la cual 93,45 km² corresponden a tierra firme y (0,01 %) 0,01 km² es agua.

## Demografía
Según el censo de 2010, había 304 personas residiendo en el municipio de Washington. La densidad de población era de 3,25 hab./km². De los 304 habitantes, el municipio de Washington estaba compuesto por el 99,01 % blancos, el 0,33 % eran asiáticos y el 0,66 % eran de una mezcla de razas. Del total de la población el 0,33 % eran hispanos o latinos de cualquier raza.